# Obélisque de Montevideo
L'Obélisque de Montevideo, officiellement appelé Obélisque aux Constituants de 1830, est situé à l'intersection du boulevard Artigas (es) et de l'avenue 18 de Julio à Montevideo, Uruguay. Construit par le sculpteur José Luis Zorrilla de San Martín, c'est un obélisque à trois faces en granit. Inauguré en 1938, il rend hommage aux participants de l'Assemblée Générale Constituante et Législative de l'État (es), qui a adopté la première Constitution de l'Uruguay en 1830.

## Historique

L'obélisque dans les années 1940

Il a été conçu au début des années 1930 pour célébrer le centenaire de la première Constitution du pays, promulguée en juillet 1830. L'œuvre fut confiée au sculpteur José Luis Zorrilla de San Martín, reconnu pour la réalisation de plusieurs monuments à caractère nationaliste et évoquant des figures clés de l'histoire du pays,.
En novembre 1983, l'Obélisque fut le lieu d'une manifestation pacifique massive demandant la fin de la dictature civilo-militaire et une ouverture démocratique. Connue sous le nom d'Acte de l'Obélisque (en) et rassemblée sous le slogan « Pour un Uruguay sans exclusions », elle fut la plus grande manifestation de l'histoire du pays,.

## Description

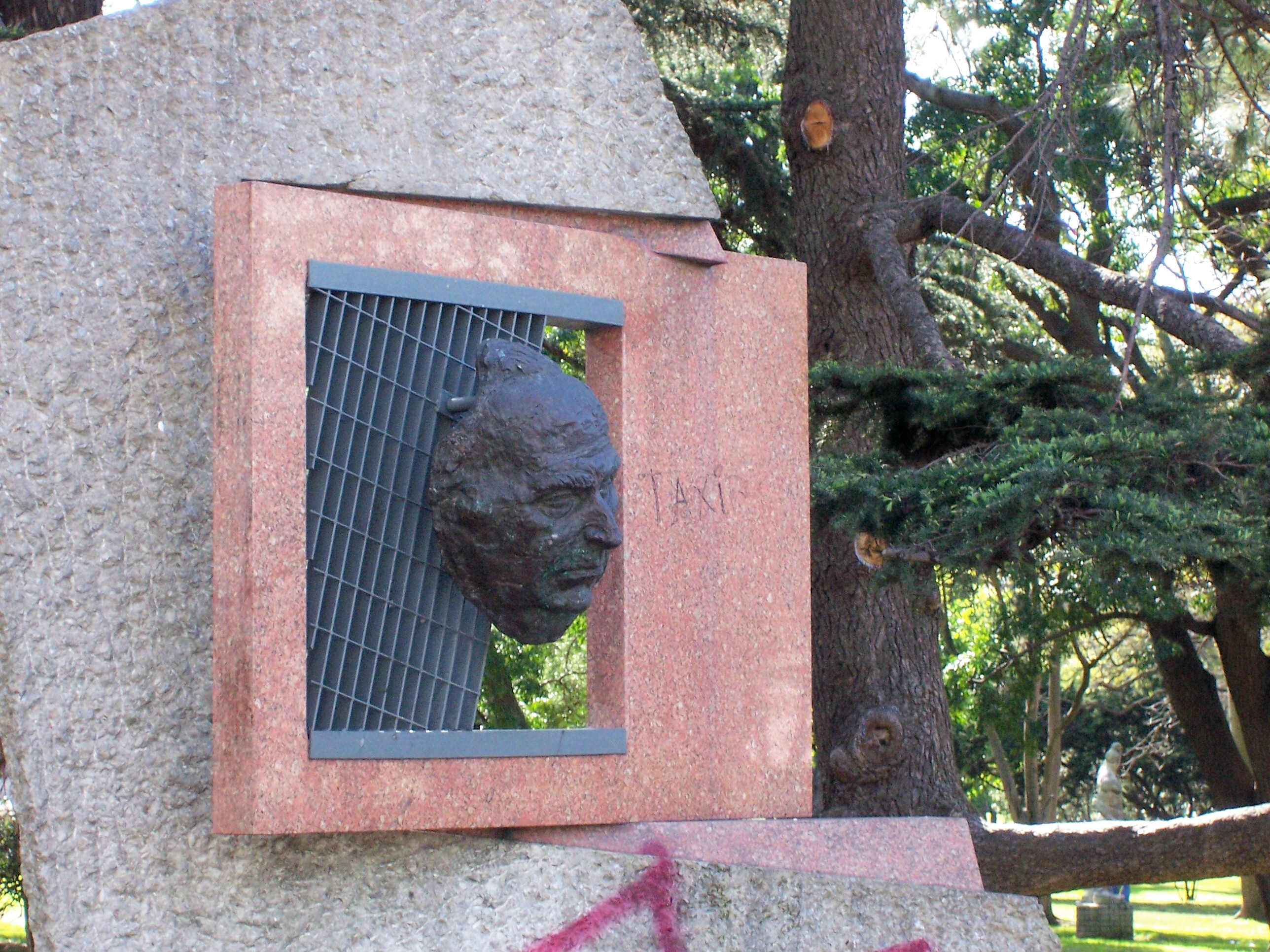
Monument à Alberto Candeau, orateur lors d'Acte de l'Obélisque

Cet obélisque de 40 mètres de hauteur a été entièrement réalisé en granit rose uruguayen. Sur sa face ouest, l'aiguille centrale porte l'inscription gravée « Aux constituants de 1830 ». Il comprend trois statues en bronze représentant la Loi, la Force et la Liberté. 
Une fontaine hexagonale l'entoure, avec sur son rebord les noms des institutions bancaires ayant rendu hommage aux constituants de 1830. La structure est entourée d'une petite place et se situe à l'intersection de l'avenue 18 de Julio et du boulevard Artigas (es), à l'endroit où commence l'avenue Luis Morquio.

## Galerie

Avenida 18 de Julio
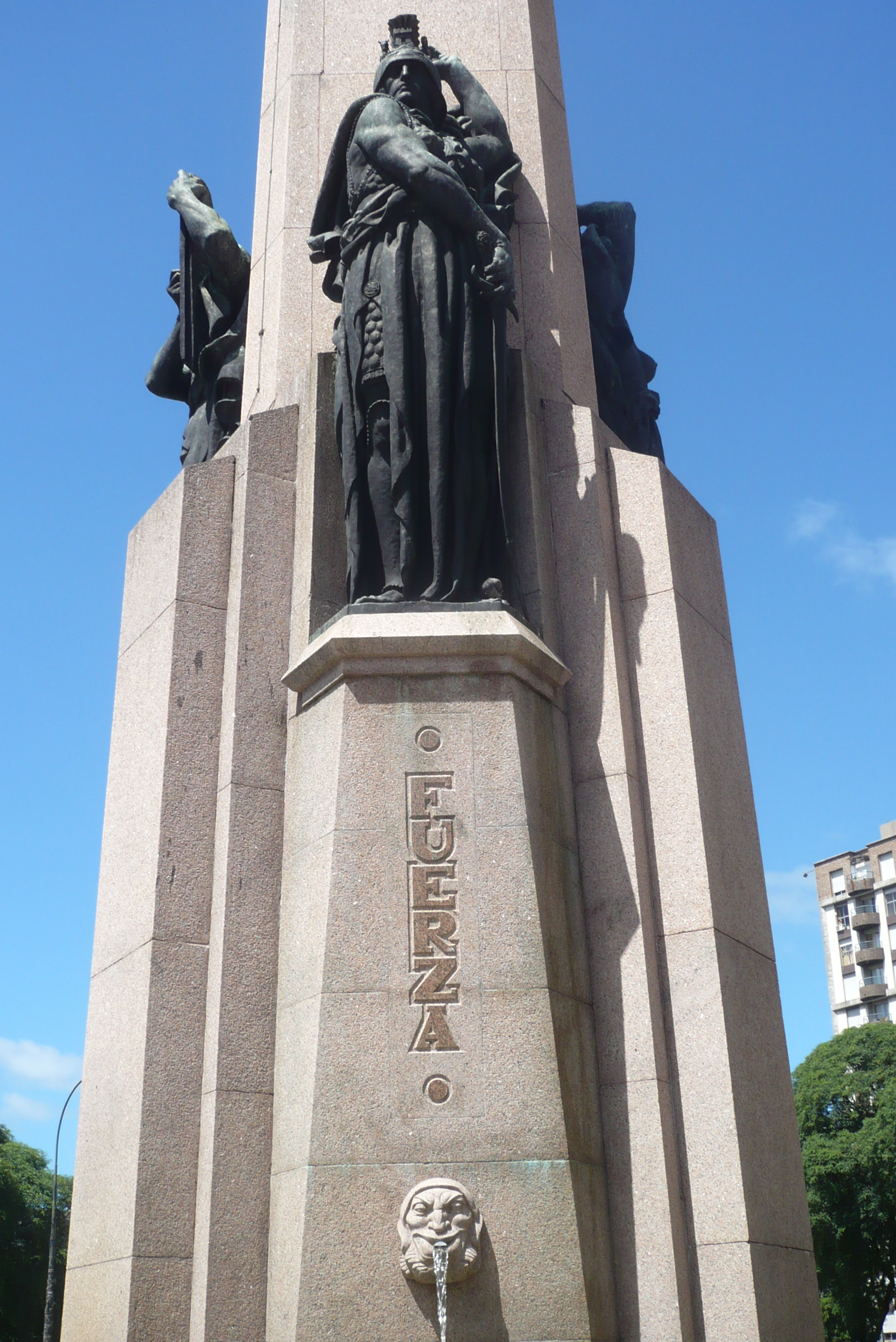
Statue représentant la Force
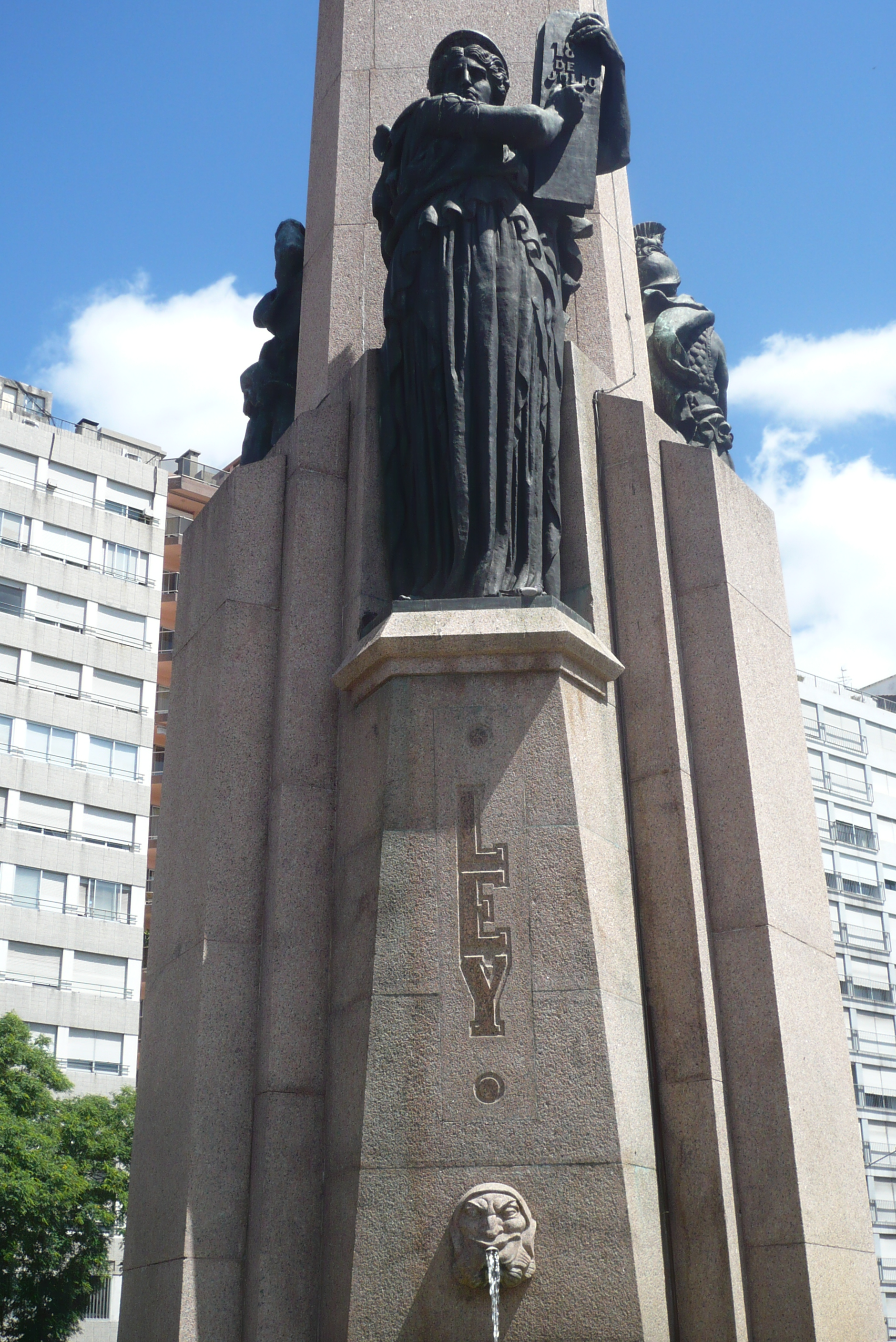
Statue représentant la Loi
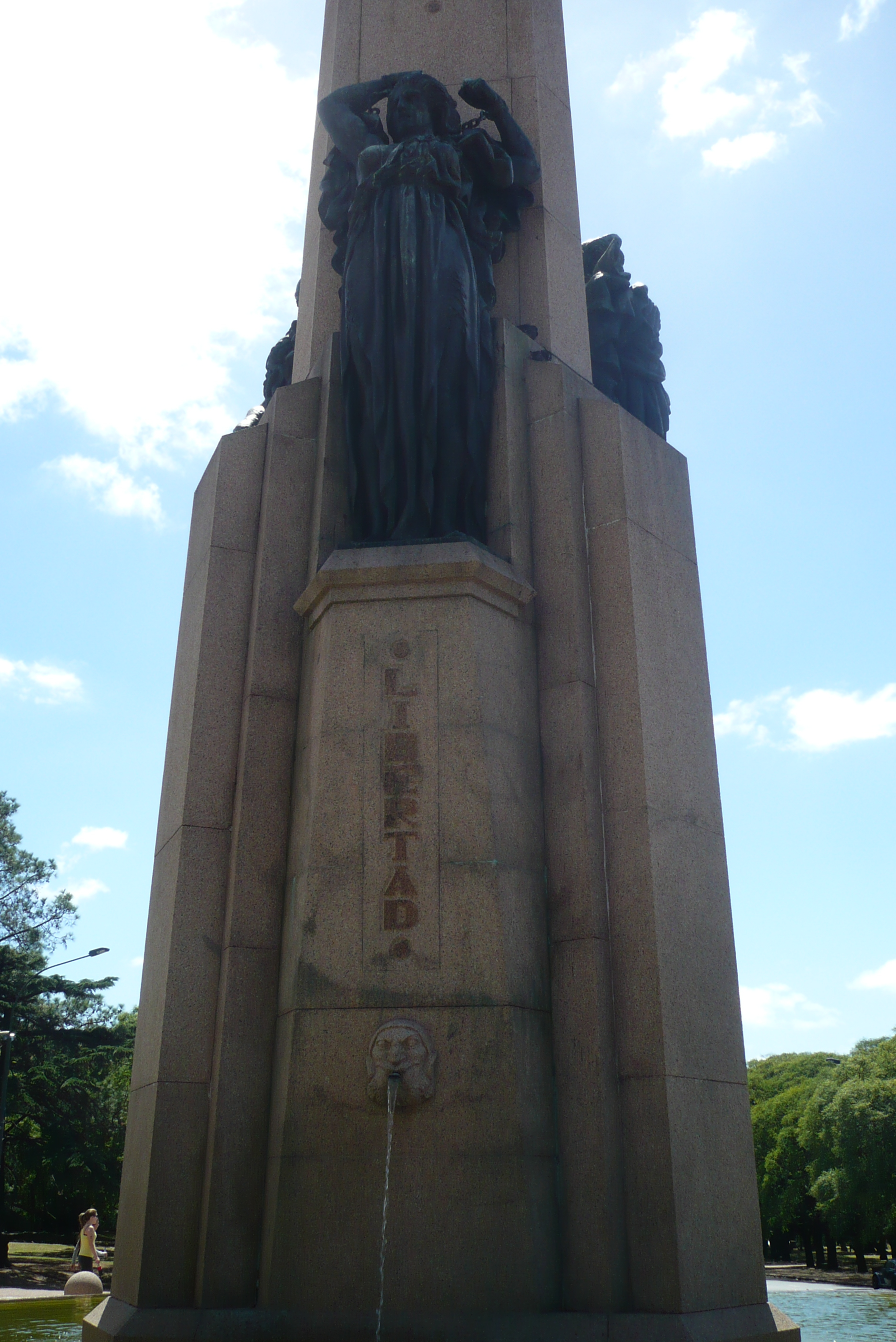
Statue représentant la Liberté
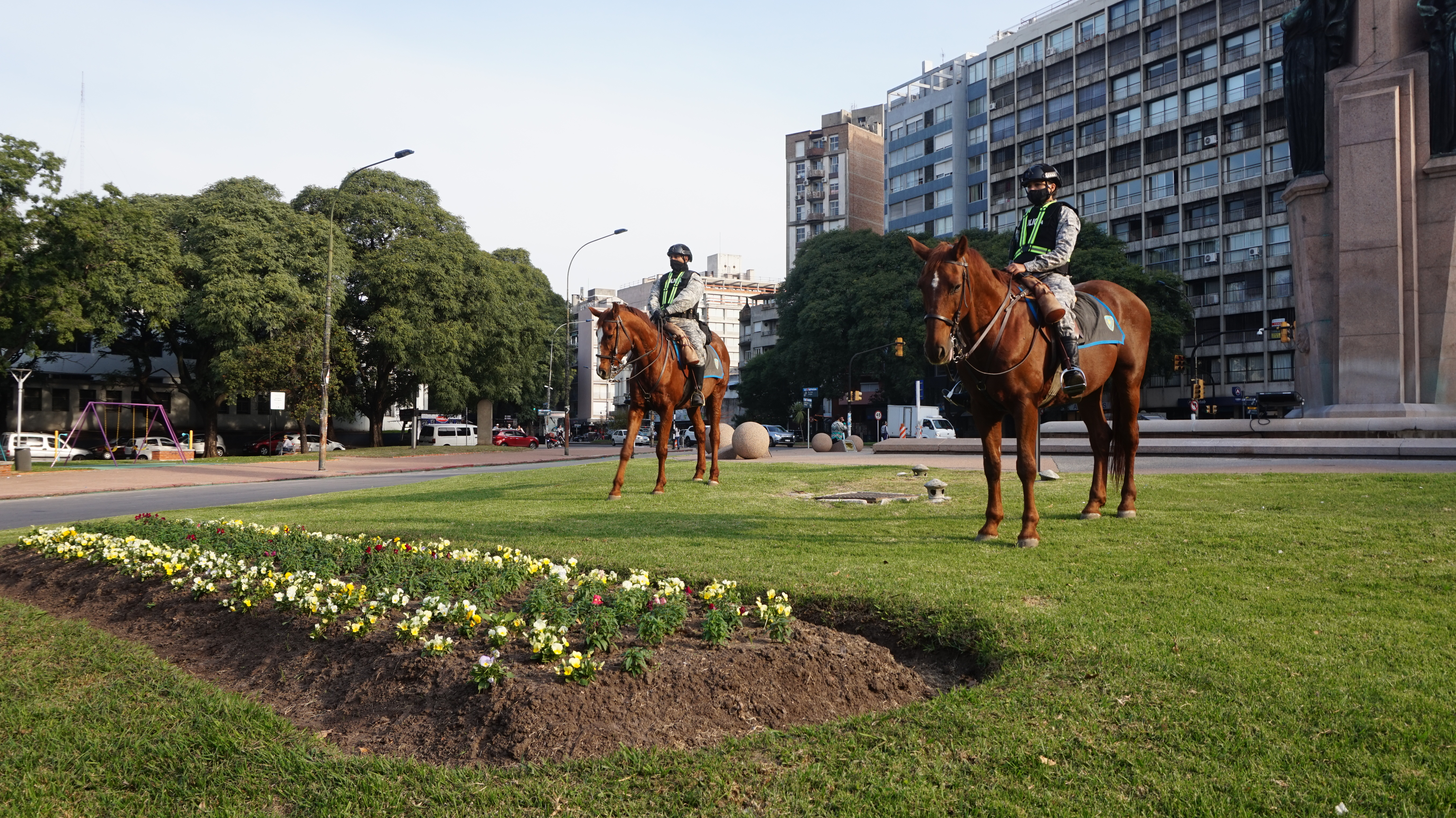
Police montée au pied de l'obélisque.
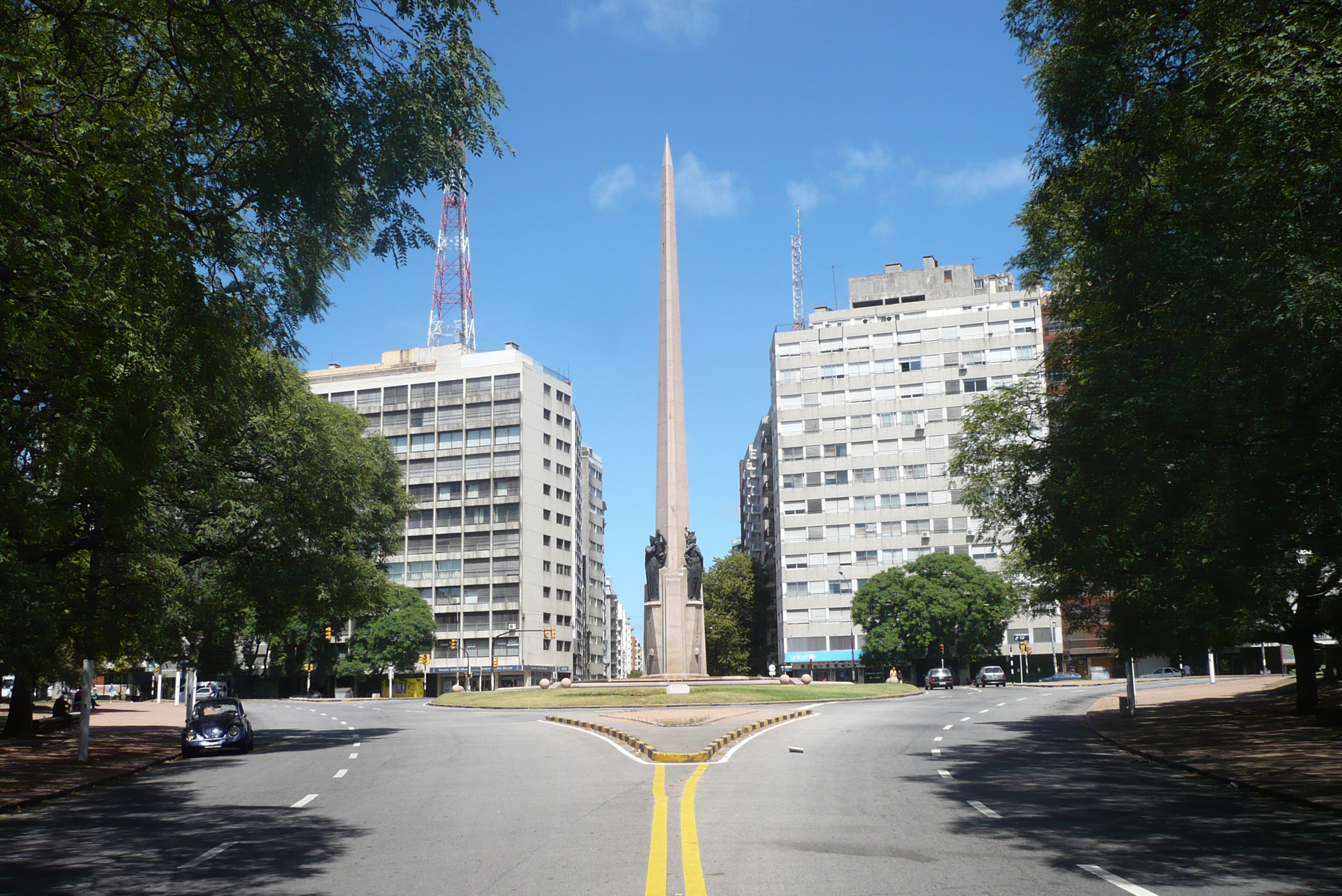
Vue depuis l'avenue Luis Morquio

## References
1. ↑  (es) « Emblemas de la Nación Oriental » [PDF], sur Museo Zorrilla (consulté le 22 mars 2025)
2. ↑  « Obelisco a los constituyentes de 1830 | Municipio CH », sur municipioch.montevideo.gub.uy (consulté le 22 mars 2025)
3. ↑  (en) « Jura de la Constitución », sur EL PAIS, 17 juillet 2022 (consulté le 22 mars 2025)
4. ↑  (es) « José Luis Zorrilla de San Martín », sur Museo de Bellas Artes Juan Manuel Blanes, 29 juin 2020 (consulté le 22 mars 2025)
5. ↑  (es) « El círculo de China », sur El Observador (consulté le 22 mars 2025)
6. ↑  (es) « Políticos de varios partidos conmemoraron 40 años de Un río de libertad en el Obelisco », sur El Observador (consulté le 22 mars 2025)
7. ↑  (es) « Donarán cartel del acto del Obelisco », sur Montevideo Portal (consulté le 22 mars 2025)
8. ↑  (es) « Leé un adelanto del libro “Un río de Libertad”, a 40 años del acto del Obelisco », sur El Observador (consulté le 22 mars 2025)
9. ↑  « Obelisco a los Constituyentes de 1830 | Municipio CH », sur municipioch.montevideo.gub.uy (consulté le 22 mars 2025)
10. ↑  (es) « A la vuelta del obelisco », sur El Observador (consulté le 22 mars 2025)
11. ↑  (en) « Hay interesados en construcción de parking subterráneo en la zona del Obelisco », sur EL PAIS, 8 octobre 2020 (consulté le 22 mars 2025)